# Netty Terwiel
Antoinette Netty Petronella Terwiel geborene De Man (* 26. März 1909 in Batavia; † 12. Dezember 1993 in Den Haag) war eine niederländische Künstlerin.

## Leben
Netty de Man wurde am 26. März 1909 in Jakarta als Tochter des Administrators der Kolonialabteilung Pleun de Man und Anna Margaretha Sonius geboren. Sie zog 1926 nach Den Haag und wurde an der Koninklijke Academie van Beeldende Kunsten ausgebildet. Terwiel war Mitglied der Schilderessenvereniging ODIS. Am 15. September 1933 heiratete sie den Arzt Robert Terwiel. Das Paar hatte fünf Kinder, ihr Sohn Robert Harko Terwiel wurde Dozent und „ordentlicher Professor“ für theoretische Physik an der Universität Leiden. Bekannt sind von ihr Gemälde, Wandteppiche, Masken und Puppen. Sie war Mitglied der Schilderessenvereniging ODIS.
Netty Terwiel starb am 12. Dezember 1993 in Den Haag.